# ANZUS

De Amerikaanse president George W. Bush en de Australische minister-president John Howard in 2001, bij het 50-jarig jubileum van het bondgenootschap tussen Australië en de Verenigde Staten

ANZUS is een verdrag tussen Australië, Nieuw-Zeeland en de Verenigde Staten dat tot doel heeft de veiligheid in de Grote Oceaan te garanderen en te versterken. ANZUS is de afkorting van de namen van de deelnemende landen. De officiële naam luidt Security Treaty between Australia, New Zealand and the United States of America.
Het verdrag werd op 1 september 1951 in San Francisco ondertekend en trad op 29 april 1952 in werking. Het was vooral bedoeld als garantie voor Australië tegen eventuele nieuwe Japanse agressie. Daarnaast wilden de drie landen in de Grote Oceaan een gezamenlijk front tegen het communisme vormen. In het verdrag is bepaald dat als een van de verdragspartners wordt aangevallen de andere partijen maatregelen zullen nemen om het gemeenschappelijke gevaar het hoofd te bieden. Deze maatregelen worden gemeld aan de Veiligheidsraad van de Verenigde Naties en zullen pas worden gestaakt als de volkerenorganisatie actie heeft ondernomen om de internationale orde en veiligheid te herstellen. De ministers van Buitenlandse Zaken van de drie landen vormen een raad die jaarlijks bijeenkomt. 
Binnen de ANZUS werden de voorbereidingen getroffen voor de oprichting van de Zuidoost-Aziatische Verdragsorganisatie (ZOAVO) in 1954. Omdat Australië, Nieuw-Zeeland en de Verenigde Staten eveneens lid van de ZOAVO werden, verminderde de invloed van de ANZUS.